# Armenian Gampr
L'Armenian Gampr (armeno: գամփռ gamp'ṙ) è una varietà locale molto antica di cane pastore originaria degli altopiani armeni. Si trova all'interno del gruppo dei cani Ovcharka da guardia del bestiame che sono presenti in tutta l'area del Transcaucasia. La parola armena Gampr significa "cane da guardia". Lo stato armeno lo riconosce come monumento nazionale.

Mappa dell'area Transcaucasia

## Caratteristiche

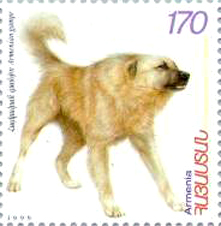
Francobollo Armeno

Il moderno Gampr è cambiato poco nella storia della sua esistenza negli altopiani armeni. 
È una delle poche razze di cani non sottoposta a una rigida selezione fenotipica, quanto piuttosto una 
selezione funzionale basata principalmente sulle qualità lavorative.
Ha mantenuto la variabilità genetica che avevano solo inizialmente altre razze di cani. 
Questa variabilità genetica è stata promossa da accoppiamenti spontanei e, in alcuni casi occasionalmente, intenzionali con lupi autoctoni (ancora presenti).
I gampr si differenziano per la loro capacità vitale, indipendenza, carattere, forte istinto di autoconservazione, capacità di difesa affidabile e protezione del bestiame e amicizia esclusiva con gli umani.
La testa di questa razza è grande, ben delineata e ben sviluppata ma priva di zigomi prominenti. 
La schiena è ampia, dritta, muscolosa e forte. Al garrese, l'altezza nei cani maschi è di 65 centimetri o più, e nelle femmine è di 62 centimetri o più. Il peso è molto variabile esso corrisponde alla taglia totale del cane e di solito varia da 45 a 60 chilogrammi o più; il manto può essere disponibile in quasi tutti i colori e può avere caratteristiche variabili.
L'armeno Gampr ha un sottopelo ben sviluppato, al fine di proteggerlo in condizioni difficili. A seconda della lunghezza del mantello, ci sono due tipi: a pelo lungo, con peli lunghi in alto, e a pelo corto, con pelo fitto e relativamente corto. Il mantello marrone o pezzato è indesiderabile secondo lo standard di razza.